# Kobayashi-san Chi no Maid Dragon
Kobayashi-san Chi no Maid Dragon (japonês: 小林さんちのメイドラゴン, Hepburn: Kobayashi-san Chi no Meidoragon, lit. A Empregada Dragão da Senhorita Kobayashi (PT-BR) ou A Empregada Dragão da Senhora Kobayashi (PT-PT)) é uma série japonesa de mangá escrita e ilustrada por Coolkyoushinja. A série começou a ser serializada na revista Futabasha em maio de 2013. Um anime, produzido pela Kyoto Animation, foi para o ar no Japão entre janeiro e abril de 2017. Uma segunda temporada intitulada Miss Kobayashi's Dragon Maid S tem estreia prevista para julho de 2021.
No Brasil, o anime de Miss Kobayashi's Dragon Maid foi exibido no canal TV Loading. 
Na dublagem brasileira, também é usado pronomes de tratamento na versão japonesa, como no caso kun, san, chan, sama, entre outros usados como dito na versão japonesa, entre outras dublagens, não é citado. Na segunda temporada não é citado.
Em 21 de Setembro de 2024 foi anunciado numa live no Canal do YouTube da Kyoto Animation que Miss Kobayashi's Dragon Maid Irá Ganhar um Filme , o Filme adaptará o Volume 8 do Mangá original, O Filmes está previsto pra lançar em uma data não definida de 2025, boatos já haviam sido feitos esse mês sobre uma possível produção do anime, mas até no momento sem confirmação. 

## Enredo
Enquanto a funcionária de escritório Kobayashi se prepara para o trabalho, ela é recebida por um grande dragão do lado de fora da porta da frente. O dragão imediatamente se transforma em uma garota humana em uma roupa de empregada, e se apresenta como Tohru. Acontece que durante uma excursão bêbada pelas montanhas na noite anterior, Kobayashi encontrou o dragão, que afirma ter vindo de outro mundo. Posteriormente, Kobayashi retirou uma espada sagrada das costas de Tohru, ganhando sua gratidão. Como o dragão não tinha nenhum lugar para ficar, a humana lhe ofereceu sua casa, sendo que a estranha criatura acabou se tornando sua empregada.
Como Kobayashi esqueceu sua oferta de bêbados, ela inicialmente reluta em permitir que o dragão entre em sua casa apesar de sua promessa anterior. Mas uma mistura de culpa e a utilidade das habilidades de dragão de Tohru convencem Kobayashi a aceitá-la. Apesar de ser eficiente nas tarefas domésticas, os métodos pouco ortodoxos de limpeza de Tohru acabam assustando Kobayashi e trazendo mais problemas do que ajuda. Além disso, a presença de Tohru atrai outros dragões, deuses e seres míticos para seu novo lar.

## Personagens
Segue-se, abaixo, a lista de personagens desta obra.

### Protagonistas
- Kobayashi (小林)
- Tohru (トール Tōru)
- Kanna Kamui (カンナカムイ)
- Elma (エルマ Eruma)
- Ilulu(イルル Iruru)

### Dragões
- Quetzalcoatl (ケツァルコアトル Ketsarukoatoru)/Lucoa (ルコア Rukoa)
- Fafnir (ファフニール Fafunīru)
- Ilulu (イルル Iruru)
- Imperador do Fim (終焉帝 Shūentei)
- Shin (シン)
- Terune (テルネ Telune)

### Humanos
- Makoto Takiya (滝谷 真 Takiya Makoto)
- Riko Saikawa (才川 リコ Saikawa Riko)
- Georgie Saikawa (才川 ジョージー Saikawa Jōjī)
- Shouta Magatsuchi (真ヶ土 翔太 Magatsuchi Shōta)
- Takedo Aida (相田武人 Takedo Aida)
- Chloe (クロエ)
- Azad (アーザード Azado)